# Diocesi di Salamia
La diocesi di Salamia (in latino Dioecesis Salimiensis) è una sede soppressa del patriarcato di Antiochia e una sede titolare della Chiesa cattolica.

## Storia
Salamia, identificabile con Salamiyya in Siria, è un'antica sede episcopale della provincia romana della Fenicia Libanese nella diocesi civile d'Oriente e nel patriarcato di Antiochia.
La sede non compare nell'opera Oriens Christianus di Michel Le Quien. Tuttavia è segnalata in una Notitia episcopatuum del VI secolo come sede esente da giurisdizione metropolitica, dunque direttamente dipendente del patriarcato di Antiochia. È noto un solo vescovo di Salamia, Giuliano, che nel 512 era presente alla consacrazione del patriarca di Antiochia, Severo.
Dal 1933 Salamia è annoverata tra le sedi vescovili titolari della Chiesa cattolica; la sede finora non è mai stata assegnata.

## Cronotassi dei vescovi greci
- Giuliano † (menzionato nel 512)